# Ramusella lyroseta
Ramusella lyroseta är en kvalsterart som först beskrevs av Wallwork 1964.  Ramusella lyroseta ingår i släktet Ramusella och familjen Oppiidae. Inga underarter finns listade i Catalogue of Life.